# Света Јоана
Света Јоана Мироносица је хришћанска светитељка. Била је жена Хузе, дворјанина цара Ирода. Када је Ирод посекао Јована Крститеља, он му је бацио главу на сметлиште ван града. Јоана је узела главу Крститељеву и сахранила је на Јелеонској гори, на имању Иродовом. Тек за време владавине Константина Великог та је глава пронађена. Света Јоана спомиње се као присутна и при страдању и при васкрсењу Исуса Христа. Она је једна од жена мироносница које се спомињу у Новом завету. Преминула је у првом веку.
Српска православна црква слави је 27. јуна по црквеном, а 10. јула по грегоријанском календару.